# Marvel Rivals
Marvel Rivals (Chinesisch: 漫威争锋; Pinyin: Mànwēi Zhēngfēng) ist ein 2024 veröffentlichter Third-Person-Shooter, der von NetEase Games in Zusammenarbeit mit Marvel Games entwickelt und veröffentlicht wurde. Das Spiel erschien am 6. Dezember 2024 für PlayStation 5, Windows und Xbox Series X/S. Es ist ein Free-to-Play-Spiel mit derzeit 37 spielbaren Charakteren aus den Marvel-Comics und unterstützt plattformübergreifendes Spielen (Cross-Play) auf allen unterstützten Plattformen.

## Spielprinzip
Marvel Rivals ist ein spieler-gegen-spieler (PvP)-Hero-Shooter aus der Third-Person-Perspektive. Mit der richtigen Kombination von zwei oder drei Charakteren können die Spieler die „Dynamische Helden-Synergie“ nutzen, um die Kampfeffizienz ihrer spielbaren Charaktere weiter zu maximieren. Das Spiel verfügt außerdem über zerstörbare Umgebungen, die es den Spielern ermöglichen, das Schlachtfeld (unter der Aufsicht von Galacta) zu ihren Gunsten zu verändern. Insgesamt wurden zwölf Karten für das Spiel bestätigt.

### Modi
Das Spiel hat 5 Modi:
- Konvoi – Die Teams werden zufällig in Angreifer und Verteidiger eingeteilt. Das Ziel der Angreifer ist es, einen Wagen oder ein bewegliches Objekt durch die Karte zu eskortieren, indem sie es einnehmen. Die Verteidiger müssen das Ziel stoppen, indem sie die Angreifer eliminieren und das Objekt zurückerobern. Gelingt es den Angreifern, den Konvoi innerhalb eines Zeitlimits bis zum Ende der Karte zu begleiten, gewinnen sie das Spiel. Sobald die Angreifer das Objekt erobert haben, bewegt es sich automatisch vorwärts, wobei es sich schneller bewegt, wenn Teammitglieder in der Nähe bleiben. Nach der Rückeroberung durch die Verteidiger bewegt sich das Fahrzeug rückwärts, es sei denn, Angreifer befinden sich in der Nähe des markierten Bereichs.
- Dominierung – Beide Teams kämpfen um einen einzigen Kontrollpunkt auf einer von mehreren kleinen Karten. Das Team, das den Punkt erobert, übernimmt die Führung und muss ihn halten, bis ein Fortschrittsbalken 100 % erreicht. Danach wechselt das Spiel zu einer anderen kleinen Karte mit demselben Ziel. Das erste Team, das zwei Kontrollpunkte erobert, gewinnt.
- Konvergenz – Die Teams werden zufällig als Angreifer oder Verteidiger zugeteilt. Das Ziel der Angreifer ist es, den ersten Kontrollpunkt der Karte zu erobern, indem sie ihn besetzen. Die Verteidiger müssen diesen Punkt verteidigen und die Angreifer eliminieren. Erobern die Angreifer den Kontrollpunkt innerhalb des Zeitlimits, rücken sie zum nächsten Kontrollpunkt auf der Karte vor. Gewinnen die Angreifer drei Kontrollpunkte, gewinnen sie das Spiel.
- Eroberung – Die Spieler werden in zwei Teams aufgeteilt. Wenn ein Held besiegt wird, lässt er Punkte fallen, die vom gegnerischen Team eingesammelt werden können. Verbündete können diese Punkte ebenfalls aufheben, um zu verhindern, dass das gegnerische Team sie bekommt. Das Spiel endet, wenn ein Team 50 Punkte erreicht oder das Zeitlimit abläuft. Das Team mit den meisten Punkten am Ende gewinnt. Bei einem Unentschieden erhalten beide Teams die Möglichkeit, in einer Verlängerung den entscheidenden Punkt zu erzielen.
- Doom-Match – Ein „Jeder-gegen-jeden“-Deathmatch. Maximal 12 Spieler spawnen auf der Karte mit nur einem Ziel: so viele Gegner wie möglich zu eliminieren. Die ersten sechs Spieler, die 16 Kills erreichen, gewinnen das Match. Läuft die Zeit ab, bevor genug Spieler 16 Kills erreicht haben, gelten die besten 50 % der Spieler auf der Rangliste als Gewinner.

Schnellspiel-Partien sind nicht gewertete Spiele, in denen die Spieler zwischen drei Modi wählen können: Dominierung, Konvoi und Konvergenz.
Dabei ist Dominierung der einzige nicht kompetitive Modus, der aus mehreren Runden besteht.

## Charaktere
Stand Januar 2025 wurden offiziell 37 spielbare Charaktere angekündigt. Laut Guangyun Chen, dem Creative Director des Spiels, wollte man eine Mischung aus weniger bekannten Figuren und beliebten Fan-Lieblingen in den Kader aufnehmen. Zum Designprozess sagte er:
"Bei der Gestaltung der Charaktere tauchen wir tief in den Hintergrund und die Persönlichkeit jedes Marvel-Helden ein, sodass die Spielmechaniken und Fähigkeiten wirklich widerspiegeln, wer diese Helden in den Comics sind."

### Rollenverteilung
Die spielbaren Charaktere sind in drei Hauptrollen unterteilt:
- Vanguard: Helden mit hohen Lebenspunkten und Fähigkeiten zur Schadensminderung, um ihre Überlebensfähigkeit zu verbessern.
- Duelist: Charaktere, die auf das Verursachen von maximalem Schaden und das Ausschalten von Gegnern spezialisiert sind.
- Strategist: Unterstützer, die ihr Team durch Heilung, Schadensverstärkung und andere nützliche Fähigkeiten unterstützen.

Jeder Charakter verfügt über eine Kombination aus aktiven und passiven Fähigkeiten, die auf ihren Comic-Vorlagen basieren, sowie über einen primären Angriff.
- Aktive Fähigkeiten haben nach der Nutzung eine kurze Abklingzeit, bevor sie erneut eingesetzt werden können.
- Jeder Charakter besitzt zudem eine einzigartige ultimative Fähigkeit, die durch das Füllen einer Ladeanzeige aktiviert werden kann – dies geschieht über Zeit oder durch Beteiligung an Kämpfen.

### Team-Up-Mechanik
Eine Besonderheit von Marvel Rivals ist das Konzept der „Team-Ups“: Bestimmte Charakterkombinationen bieten zusätzliche aktive oder passive Synergien.
Beispielsweise kann Hulk seinen Teamkollegen Wolverine im Kampf als „Fastball Special“ auf Gegner werfen, wenn beide im selben Team sind.
Das Spiel erfordert keine „Rollen-Warteschlange“, was bedeutet, dass keine bestimmte Teamzusammensetzung vorgegeben ist. Laut Guangyun Chen dient dies dazu, „eine größere Vielfalt an Teamkombinationen durch Team-Up-Fähigkeiten und individuelle Designs zu ermöglichen“ und den Spielern mehr Freiheit bei der Auswahl ihrer Helden zu geben.

### Aktuelle Liste der Charaktere

#### Vanguards
- Bruce Banner / Hulk
- Captain America
- Doctor Strange
- Groot
- Magneto
- Peni Parker
- The Thing
- Thor
- Venom
- Emma Frost

#### Duelist
- Black Panther
- Black Widow
- Hawkeye
- Hela
- Human Torch
- Iron Fist
- Iron Man
- Magik
- Mister Fantastic
- Moon Knight
- Namor
- Psylocke
- Punisher
- Scarlet Witch
- Spider-Man
- Squirrel Girl
- Star-Lord
- Storm
- Winter Soldier
- Wolverine

#### Strategists
- Adam Warlock
- Cloak & Dagger
- Invisible Woman
- Jeff the Land Shark
- Loki
- Luna Snow
- Mantis
- Rocket Raccoon
- Ultron

Viele der spielbaren Charaktere verfügen neben ihren Standard-Skins über freischaltbare oder käuflich erwerbbare kosmetische Gegenstände. Diese Skins basieren auf:
- Alternativen Versionen der Charaktere aus verschiedenen Comic-Serien des Marvel-Universums
- sowie auf ihren Darstellungen im Marvel Cinematic Universe (MCU).[17]

Diese kosmetischen Inhalte können durch das Abschließen von Herausforderungen freigeschaltet oder über In-Game-Währungen erworben werden.